# Historia de Tudela
Tudela (Navarra, España) es una población de origen incierto. Durante mucho tiempo se consideró una fundación musulmana, ya que su historia documentada conocida arranca en aquella época. Sin embargo, diversas excavaciones arqueológicas han concluido que el lugar estuvo habitado desde la Edad de Hierro, iniciándose como población celta o celtíbera.
Se ha rechazado la tesis de que Tudela fuera Tubela, supuesta población ibérica fundada en el año 142 después del Diluvio Universal (2163 a. C.) por Túbal, nieto de Noé e hijo de Jafet, desterrando el juego de palabras Túbal, Tubela, Tudela. Según el canónigo José Conchillos, fue el monje galo Fr. Juan Leyder en 1307 el primero en promulgar la idea, siendo posteriormente transmitida y propagada por multitud de autores de los siglos siglo XVI y siglo XVII (incluido el archivero Juan Antonio Fernández). Según esta leyenda, Túbal fundó dos poblaciones en Navarra, Tubala y Tubela, que con el tiempo se convertirían en Tafalla y Tudela.[cita requerida]

## Prehistoria y Edad Antigua

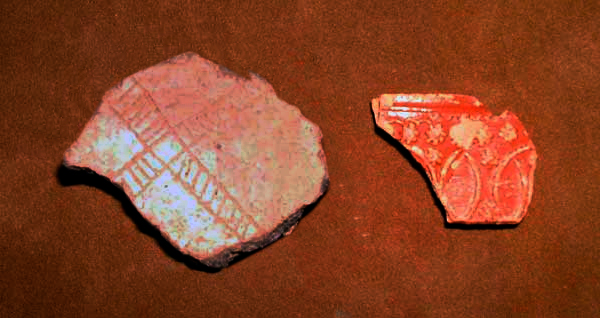
Un fragmento de cerámica incisa cruciforme (I Edad del Hierro) y otro de Terra Sigillata Gálica (romana) encontrados en Tudela

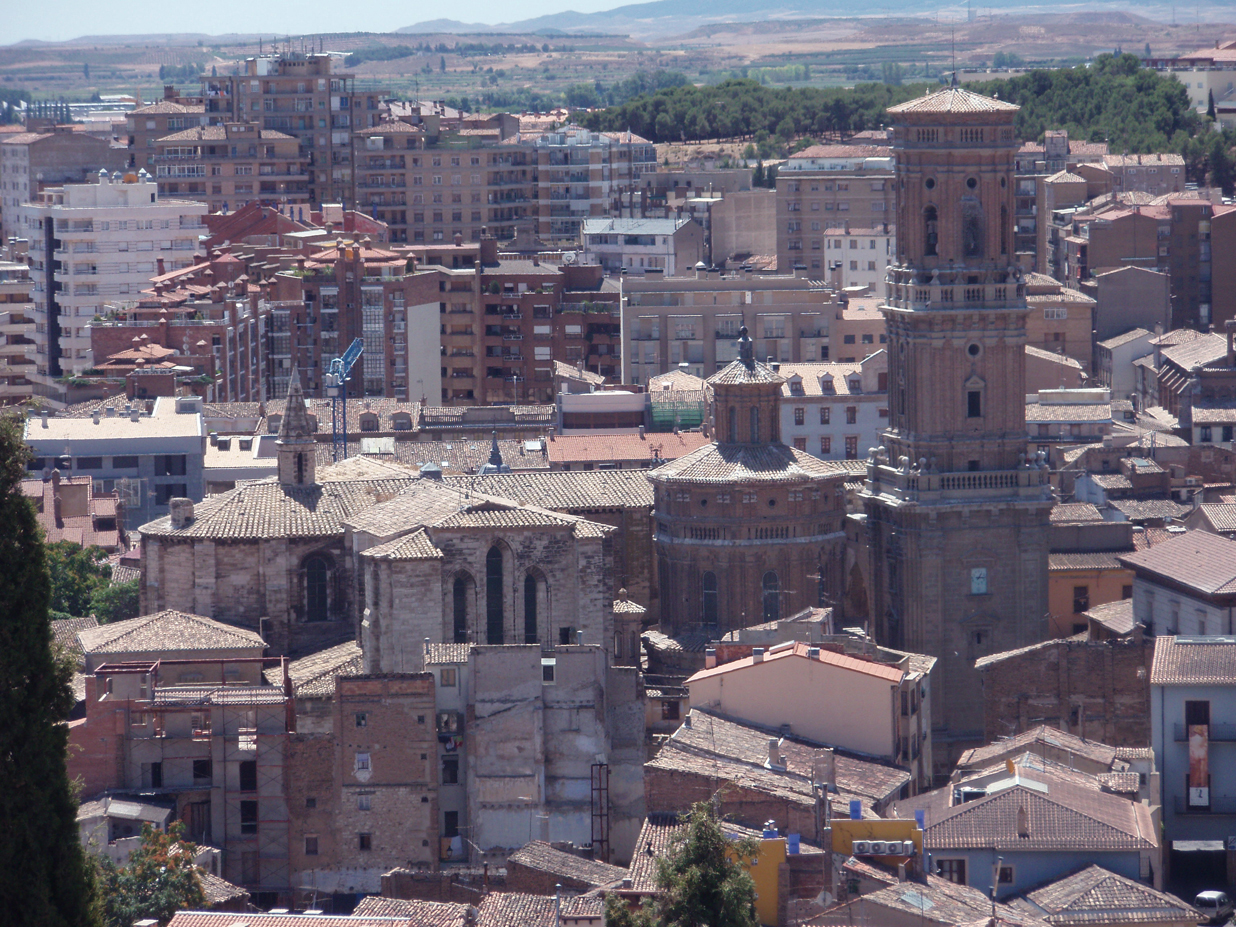
Panorámica de Tudela, con la Catedral en primer término dentro del Casco Antiguo de la ciudad y el Ensanche moderno al fondo

En el municipio de Tudela se han identificado restos inequívocos (materiales líticos y cerámicos) que hablan de asentamientos humanos desde el Paleolítico inferior, en concreto del Musteriense (periodo cultural que pertenece todavía a los Homo neanderthalensis). Se han hallado restos líticos de esta época cerca del cerro de Santa Bárbara, en la segunda terraza del Queiles, destacando una punta musteriense de más de 40-50.000 años de antigüedad. También se han encontrado yacimientos de esta época en las terrazas de la cuenca de la Balsa del Purguer, a 9 km del centro de Tudela. Finalmente, en el término de Las Labradas, se ha encontrado un bifaz amigdaloide que hay que situar en un periodo anterior al Musteriense. Los escasos restos paleolíticos tudelanos y áreas circundantes se centran en el margen derecho del río Ebro. El margen izquierdo parece que estuvo despoblado durante esta época. No obstante, este tipo de restos no son indicativos de un poblamiento estable, sino restos aislados de algún grupo nómada.
En Tudela encontramos muy pocos restos provenientes del Mesolítico. De esta época data, por ejemplo, un tranchete tardenoisiense encontrado en el monte de Santa Quiteria. Estos restos sugieren ya la existencia de pequeños núcleos de población, dispersos y muy poco abundantes en los alrededores próximos de Tudela. Serían sociedades humanas dedicadas a la recolección vegetal, al protocultivo y el pastoreo.
En el municipio de Tudela se han encontrado bastantes restos correspondientes al Neolítico, como piezas de cerámica y útiles de sílex (lascas, buriles, etc.). En la actualidad se conocen más de cuarenta yacimientos, todos los cuales parecen pertenecer al Neolítico final y principios de la Edad del Bronce (pertenecientes a la Cultura del Vaso Campaniforme). La mayoría de estos talleres y yacimientos se han encontrado en el margen derecho del río Ebro. No obstante, varios yacimientos han sido hallados en el margen izquierdo, en la orilla de los barrancos que provienen de las Bardenas.
No se han encontrado restos de la Edad del Bronce en las cercanías de Tudela, aunque sí en su municipio. Este hecho se debe, quizás, a que los poblamientos del Bronce se desplazaron hacia el margen izquierdo del Ebro, en concreto hacia las Bardenas lejos del río y sus afluentes. Los restos más cercanos a Tudela se sitúan en la caseta de Mari Juan, a unos 7 km del centro de la ciudad, y se trata de cerámicas campaniformes con gran calidad en la decoración incisa e impresa.

### Época celta y celtíbera (sigloIX-sigloIIIa.C.)
En el Sur de Navarra se conocen multitud de poblados celtas, posteriormente celtiberizados, entre los que destaca en importancia el del Cabezo de la Cruz de Cortes, en medio de la llanura aluvial del Ebro. Los poblados celtas del Valle del Ebro de la I Edad del Hierro se ubicaban sobre pequeños cerros o colinas de difícil acceso, o en el caso de que la subida fuera practicable se protegían con murallas, con claro valor estratégico, tanto defensivo como económico. Eran poblados o agrupaciones rurales que en casi ningún caso superaban los cien habitantes. Hoy se sabe que en el Cerro de Santa Bárbara, junto al Casco Antiguo de Tudela, había un importante poblado celta, después celtíbero, junto a las fértiles tierras de la ribera tudelana del Ebro. El Cerro de Santa Bárbara representa un lugar estratégico que seguramente no debió pasar desapercibido a los pueblos celtas y celtíberos.
En 1988, en excavaciones arqueológicas en el Cerro de Santa Bárbara se hallaron restos arqueológicos pertenecientes a la I Edad del Hierro. Estas excavaciones permitieron atestiguar dos grandes periodos culturales en el poblado del Cerro de Santa Bárbara: el primer poblado corresponde al IX a. C. y al siglo VIII a. C., coincidente con la primera oleada de invasiones celtas (estas invasiones, más que militares, fueron probablemente culturales). De esta época destacan fragmentos de cerámica con decoración excisa y acanalada y un vaso bitroncocónico con asa cuadrada. Junto al nivel más antiguo apareció un muro de vivienda situado en una de las laderas peor situadas del cerro, lo que parece indicar un índice muy alto de poblamiento en el cerro. El segundo poblado data del siglo VI a. C., en plena Edad del Hierro coincidiendo con el máximo apogeo del poblado del Cerro de la Cruz de Cortes, a 25 km de Tudela. Además de cerámica, se encontró el muro exterior de otra vivienda, semejante a los encontrados en el Cerro de la Cruz. Junto a él y bajo el suelo de la vivienda, se encontró un enterramiento infantil.
En 1999, nuevas excavaciones arqueológicas en el cerro de Santa Bárbara, permitieron encontrar un asentamiento, esta vez celtíbero, de la II Edad del Hierro. No existe una ruptura cronológica cultural abrupta entre el poblado celta y el celtíbero. Todas estas excavaciones parecen sugerir que, en Tudela, existió un poblado celtíbero de dimensiones incluso mayores al del Cerro de la Cruz en Cortes. Hay constancia de que esta población sobrevivió a la invasión romana. La gran duda entonces es porqué los geógrafos romanos no citaron esta población celtíbera tudelana.

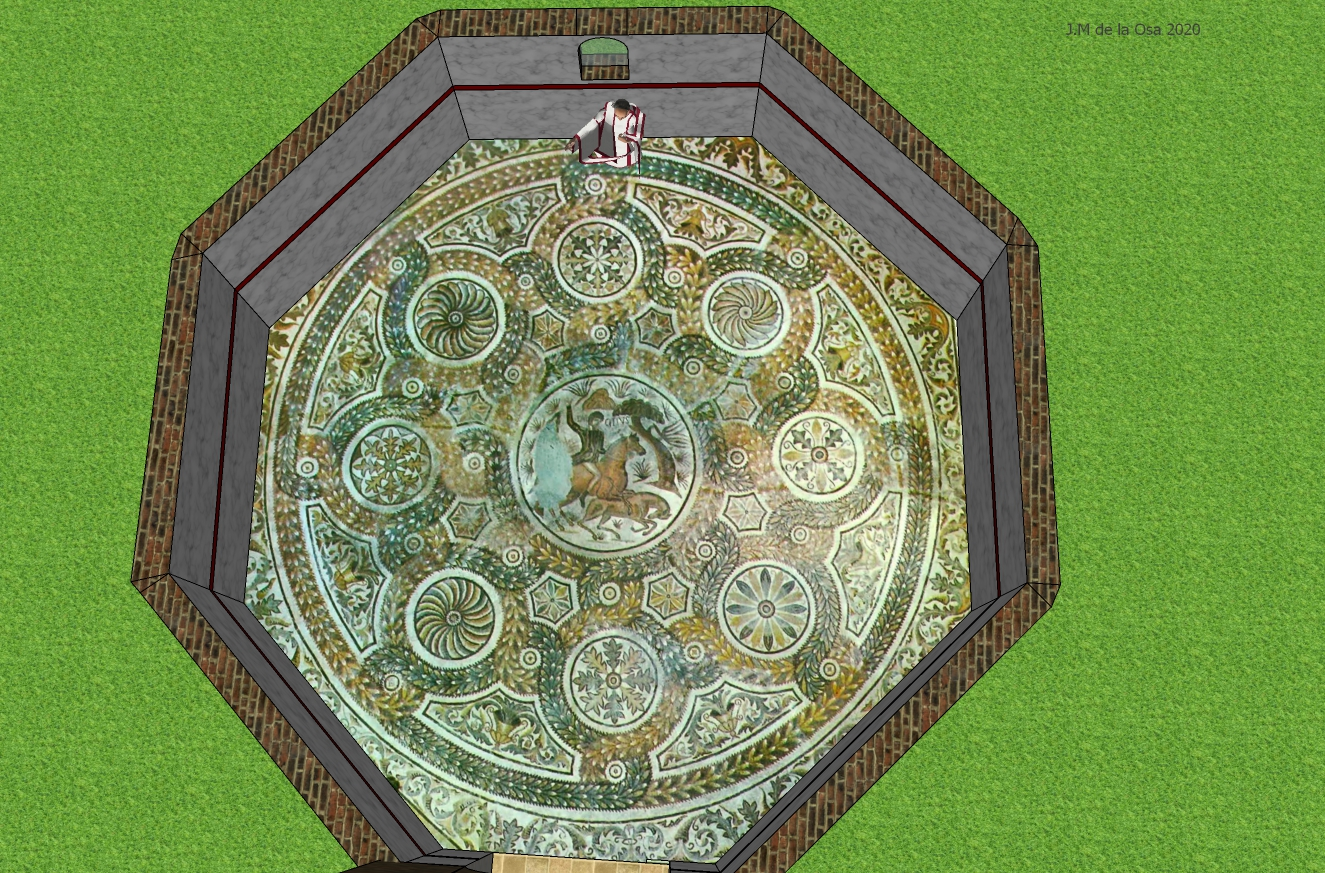
Mosaico de la Villa romana del Ramalete, en el Museo de Navarra

Al otro lado del Ebro, dentro del municipio de Tudela, se ha encontrado otro poblado celtíbero: el del Cerro de San Gregorio. Diversas excavaciones han dejado al descubierto un gran número de muros exteriores de viviendas y de fortificaciones. Los primeros restos parecen pertenecer a la I Edad del Hierro, alrededor del 600-500 a. C. Esta aldea se mantuvo como poblado celtíbero hasta la llegada de los romanos, para desaparecer poco después del año 200 a. C.

### Época romana (sigloIIIa.C.-sigloVd.C.)
Se sabe que el ejército cartaginés de Asdrúbal atravesó territorio vascón a finales del siglo III a. C., por lo que quizás conquistara el poblado celtíbero del Cerro de Santa Bárbara de Tudela. Posteriormente, Aníbal conquistó toda la Hispania al sur del río Ebro, incluyendo seguramente los poblados celtíberos del Sur de Navarra. Finalmente, Aníbal fue derrotado por los ejércitos romanos, y éstos iniciaron la conquista de Hispania (guerras celtibéricas del siglo II a. C.). Pompeyo, fundador de Pompaelo (Pamplona) sobre la ceca vascona Iruña (o Bengoda), y vencedor en las Guerras Sertorianas (siglo II a. C.), recompensó a sus aliados vascones, ampliando sus dominios territoriales y concediéndoles derechos de ciudadanía romana. Pompeyo pudo ceder a los vascones el control de varias cecas celtíberas, entre ellas Kalakorikos (Calahorra) y Kaiskata (Cascante), las cuales pasaron a ser consideradas desde ese momento como ciudades vasco-romanas (Calagurris y Cascantum). La latinización del territorio vascorromano se completó en el siglo I d. C. y, probablemente, el celta y el euskera dejaron de hablarse en las ciudades vascorromanas a lo largo del siglo II, conservándose únicamente el euskera en las montañas del Norte de Navarra.
Diversas excavaciones han encontrado restos de época romana en diferentes partes del término municipal, como son la villa romana del Ramalete, cerámica romana en el Cerro de Santa Bárbara y dentro del casco antiguo de Tudela. Los restos arqueológicos romanos más llamativos son los de la villa del Ramalete, que se encontraron en el Soto de su mismo nombre junto al río Ebro aguas arriba de Tudela. Aunque este soto pertenece al municipio de Tudela, se sitúa muy cerca de Castejón, por lo que en muchos tratados suelen localizar la villa del Ramalete en el término de Castejón. La magnífica villa del Ramalete tenía 8 habitaciones o salas. En ella se encontraron tres impresionantes mosaicos hipocaustos del siglo IV, restos de unas termas en bastante buen estado de conservación, pinturas en las paredes, y restos de cerámica del tipo terra sigillata (cerámica sellada por el fabricador romano). Lo importante de este hallazgo fue la confirmación de la presencia de villas en las mejanas del río Ebro, a las que habría que añadir la del Soto de los Tetones o la de Mosquera. Aunque la villa del Ramalete pertenece al municipio de Tudela y se propone como una evidencia de que Tudela pudo ir adquiriendo importancia durante el Imperio Romano, hay que tener en cuenta que, en realidad, esta villa está más cerca de la civitas romana Graccurris (Alfaro) que de la propia Tudela. No obstante demuestra la existencia de una vía romana de importancia a lo largo del río Ebro que llevaba a Tudela.
Los primeros restos romanos asociados con seguridad a muros y pavimentos dentro del Casco Antiguo de la ciudad se descubrieron en las excavaciones realizadas entre 1984 y 1985 en el entorno de la Iglesia de la Magdalena. Asociado a uno de los muros, se identificaron cerámicas romanas fechadas en el siglo II d. C. Otro de los muros fue fechado en época romana tardía, de los siglos IV y V (también se recogieron fragmentos de cerámica tardorromana, con decoración estampada, de los siglos V y VI). Hay testimonios escritos contemporáneos que parecen indicar que esta aldea romana era conocida como Tutela. El poeta hispanorromano Marco Valerio Marcial, por ejemplo, cita a Tudela junto a su nativa Bilbilis en el epigrama 55 del libro IV. Esta pequeña aldea romana debió crecer a expensas de pobladores celtíberos, vascones y otros grupos, todos ellos ampliamente romanizados.
La Tutela romana pudo ser una aldea casi abandonada a partir del siglo I d. C., aunque se ha demostrado que el cerro de Santa Bárbara ha estado habitado desde época celta y romana sin interrupción hasta nuestros días. ¿Por qué perdió su importancia, a favor probablemente de la cercana ciudad vasco-romana de Cascantum, a unos 9 km de Tudela? Al Sur de Navarra, existía una población celtíbera conocida como Kaiskata, que algunos consideran berona y otros lusona. Se asume que, tras la conquista romana, esta población pasó a denominarse Cascantum (actual Cascante). Kaiskata pudo estar situado en el Cerro del Romero de esta localidad, pero en realidad no hay constancia arqueológica alguna que indique que Cascantum existiera antes de Augusto (siglo I d. C.) en dicha ubicación. Existe una hipótesis que sugiere que la Cascantum romana no se fundó en la misma posición que la Kaiskata celtíbera original, existiendo la posibilidad de que la posición original de la Kaiskata indígena sea la propia Tudela, el antiguo poblado indígena del Cerro de Santa Bárbara. Cascantum puede representar un caso similar a los de Bilbilis (Calatayud) y Turiasso (Tarazona), civitates romanas de nueva planta cuyos poblados indígenas originales (la bela Bilbilis y la lusona Turiasu) se encontraban a kilómetros de distancia. La fundación de la Cascantum romana pudo ocurrir en el siglo I (momento en el que se realizan las principales acuñaciones de moneda romana de la ciudad, ya con la denominación latina Cascantum; anteriormente, la monedas acuñadas tenían la denominación de Kaiskata); la nueva ubicación pudo elegirse para situar a la población en la recién construida Vía o Calzada romana Ilerda - Legio VII. Al cambiar de ubicación y perder categoría económica, la Kaiskata original pudo perder también su nombre original, a favor de la nueva Cascantum, pasándose a llamar Tutela. De confirmarse esta hipótesis, Cascante y Tudela deberían ser consideradas una misma realidad, al menos, pueblos hermanos.
Si el nombre Tutela proviene de la raíz celta touta (que significa pueblo), es razonable pensar que se eligió este término por convertirse Tudela en una población menor. Si, por el contrario, proviene directamente de la diosa latina "Tutela", podría surgir una pregunta: ¿qué quedó en Tudela para que esta tuviera que ser "tutelada"? Algunos han sugerido que tal vez fuera la existencia de un puente romano sobre el Ebro, que era el único paso al otro lado del Ebro desde Caesaraugusta (Zaragoza) hasta Vareia (cerca de Logroño). Si existió, desde luego debió ser un puente provisional de madera y no de piedra, ya que de lo contrario hubiera concedido a Tutela una importancia que nunca tuvo durante el Imperio Romano. Otras opciones pudieron ser la presencia de alguna fortificación de defensa o la tutela de algún templo.
Se ha considerado en numerosas ocasiones que Muscaria o Muskaria, ciudad vasco-romana citada por el geógrafo Ptolomeo en el siglo II d. C., se encontraba en las proximidades de la actual Tudela. Esta hipótesis comenzó a propagarse desde que Moret lo sugiriera en el siglo XVII, aludiendo a la antigua almunia de Mosquera, en los actuales campos de Mosquera, cuyas ruinas dicen se observaban en ese siglo. El despoblado de Mosquera se halla situado en la orilla derecha del Ebro, entre Tudela y Fontellas, una zona atravesada por la ruta de origen probablemente celta que marchaba a lo largo del Ebro. Hoy en día se considera muy poco probable que Muskaria estuviera emplazada en el municipio de Tudela, y mucho menos que fuera la propia Tudela. Sin embargo, aún puede hipotetizarse que estuviera ubicada en el área de Mosquera-Fontellas, en cuyo caso podría ponerse en relación con el asentamiento celtíbero de El Castellar de Fontellas, el cual se prolongó hasta el siglo II a. C. La derivación toponímica de Muscaria a Mosquera es muy aceptable. De hecho, en época árabe se conocía como Musqira, a la que se referían como una zona de fuentes y manantiales. El nombre urbano más próximo actual, Fontellas, deriva del término latino Fontalia, que también significa «lugar de muchas fuentes».

## Edad Media

### Época visigoda (sigloV-sigloVIId.C.)
Tampoco hay documentos escritos claros para afirmar que Tutela existía en época visigoda, pero los restos arqueológicos visigodos hallados en la ciudad son abundantes. Hace ya un tiempo, en excavaciones realizadas en el Hospital de Santa María de Gracia, Ángel Macaya encontró unas piedras labradas claramente visigodas, entre las cuales destacan una columna lisa, una estatua muy desgastada y una rosa de 8 pétalos. Además, en las excavaciones efectuadas para el cubrimiento del río Queiles se encontró una fíbula o hebilla de bronce también visigoda. De época visigoda, se han identificado también abundantes restos arqueológicos de los siglos V y VI en excavaciones en el entorno de la iglesia de la Magdalena, en los solares de la margen izquierda del barranco del Mediavilla y, en superficie, en las laderas del Cerro de Santa Bárbara.
Todo apunta a que Tutela existió como población visigoda, aprovechando el anterior asentamiento romano. Parece ser que, con el declive del Imperio Romano, los habitantes de Tutela se replegaron sobre su antiguo asentamiento, volviendo al Cerro de Santa Bárbara y las zonas llanas más cercanas. A partir del siglo VII, la población de Tutela pudo volver a extenderse poco a poco hasta el río Queiles. Algunos de los fragmentos que se conservan de la antigua Mezquita Mayor de Tudela en los claustros de la Catedral parecen tener, por la forma de su labrado, un origen visigodo.
La ciudad pudo ser fortificada en varias ocasiones, debido a las guerras de los visigodos contra vascones, cántabros y francos. Algunos autores, como J.M. Lacarra, llegaron a sugerir la construcción de un primitivo castillo visigodo sobre el cerro de Santa Bárbara durante estas guerras. Se sabe que en las ciudades y aldeas visigodas comenzaron a erigirse iglesias cristianas de nueva planta, sobre todo a partir del siglo VII. Varios autores suponen que algunas antiguas iglesias tudelanas, fundamentalmente la Magdalena (pero también San Pedro, San Jaime, San Miguel y San Nicolás), tienen un origen hispanovisigodo; de existir en aquella época, debieron depender de la Diócesis de Tarazona. Esta hipótesis se apoya en el hecho de que algunos documentos de antes y de después de la reconquista cristiana de la ciudad parecen indicar que estas parroquias existían ya bajo la dominación árabe como templos mozárabes, y es dudoso que durante la dominación sarracena se construyeran tantas iglesias cristianas. Existe por tanto una razonable posibilidad de que, al menos algunas de ellas, fueran fundadas antes de la invasión sarracena, constituyéndose como pequeñas parroquias de una población visigoda fundamentalmente agrícola.
Antes de la llegada de los musulmanes, la zona ribereña del Ebro estaba gobernada por un magnate hispanogodo llamado Casius o Qasi. Gobernaba la región comprendida, más o menos, entre Tudela, Tarazona, Ejea de los Caballeros y Nájera. El conde Casio se convirtió al islam (hacia el año 713) y se hizo vasallo de los omeyas a cambio de poder conservar sus dominios. De ahí el nombre de la familia, Banu Qasi: ‘hijos de Casio’.

### Época musulmana (sigloVIII-sigloXIId.C.)
Hasta su fortificación o re-fundación en el año 802, Tudela debió ser una plaza muy poco importante, despoblada y con muy pocas defensas. Tutela fue probablemente conquistada por el mulsumán Ayub el Lajimita alrededor del año 716, sin apenas oposición. En unas excavaciones realizadas en 2002 en el cerro de Santa Bárbara se descubrieron por primera vez niveles arqueológicos del siglo VIII. Entre otros hallazgos se identificaron los muros de una vivienda de este siglo, la cual aparentemente fue abandonada a comienzos del siglo IX. Estos restos sugieren que las viviendas de este pequeño poblado estaban adaptadas a la pendiente de las laderas del cerro. Este primitivo núcleo islámico pudo estar rodeado por una primera muralla que llegaba hasta el barranco del Mediavilla, cuyo único vestigio puede haberse encontrado en el corral interior de una casa de la calle San Nicolás.
En 802, Tutela fue fortificada (y re-fundada como Al-Tutili) por Amrūs ben Yūsuf, quien había sido nombrado gobernador de la Marca Superior por el emir Al-Hakam I. Amrūs concentró un gran ejército en Tutela, y reconstruyó y aprovisionó la plaza de Al-Tutili como una posición clave defensiva de la Marca Superior; su finalidad fue proteger las tierras ribereñas del Ebro de las incursiones de vascones y francos. Amrūs comenzó a reconstruir la Tudela histórica desde el cerro de Santa Bárbara, en donde ubicó la Alcazaba. Seguramente su decisión fue favorecida por la existencia de algún viejo castillo visigodo, que sin duda él reconstruyó radicalmente para convertirlo en el núcleo preurbano de la ciudad. Desde ese enclave, Al-Tutili comenzó a poblarse lentamente monte abajo, primero hasta el barranco del Mediavilla, dentro de perímetro sólidamente fortificado. La reforma de sus murallas y el repoblamiento del cerro hizo de aquella despoblada aldea primitiva (Tutela) una hermosa medina. Amrūs convirtió a Al-Tutili en la capital de la comarca gracias a la riqueza de la agricultura, ganadería y las distintas artesanías, por lo que la ciudad alcanzó en el siglo IX una población de unos 3000 habitantes.

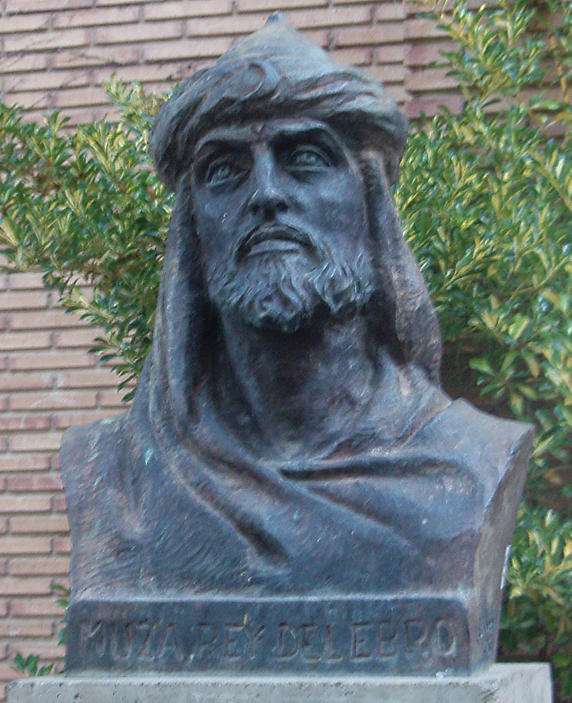
Estatua en honor al moro Muza en Tudela

Al-Tutili fue el lugar permanente de residencia de Musa ibn Musa, el célebre “moro Muza”, que mantenía relaciones, incluso de parentesco, con las casas señoriales del Reino de Pamplona. Su poderío fue tal que llegó a considerarse como el “Tercer Rey de España”, tras el emir Abd al-Rahman II de Córdoba y el rey astur Ordoño I de Oviedo. Durante su mandato y el de sus sucesores, en los siglos IX-X, Al-Tutili experimentó una gran expansión, gracias a la cual llegó hasta las fronteras del río Queiles y alcanzó un gran esplendor económico y cultural. El recinto de la ciudad fue, de nuevo, fuertemente amurallado, sirviéndose como fosos naturales del Queiles y del propio Ebro. La nueva muralla de la ciudad tenía multitud de torreones vigía y se conoce la existencia de, al menos, 7 puertas: las de Albazares, de Zaragoza, del Mercado, de Calahorra, de Leza, de Ribotas y de Garoz. La medina debió de ser militarmente reforzada por un sistema de torres vigía, llamadas atalayas (talias), situadas a extramuros. Se ha propuesto tradicionalmente que son de origen árabe, entre otras, la Torre de San Julián, la Torre de la Judía, la Torre Roya y, finalmente, la Torre Monreal, la única que se conserva (otros autores han indicado recientemente que todas estas atalayas fueron obra cristiana del siglo XIII, dado que no hay documentación escrita ni evidencias arqueológicas que confirmen su existencia en época musulmana).
De la importancia que adquirió Al-Tutili da fe la Mezquita Mayor, el zoco (Mercalete Vetere), una alcaicería, iglesias para los mozarábes, barrio judío con sinagogas, baños públicos y un abigarrado caserío al abrigo de la Alcazaba que estuvieron supeditadas a Al-Ándalus como frontera de dos fes religiosas: la musulmana y la cristiana. Aunque seguramente hubo muchas más, se tiene constancia de la existencia de al menos dos mezquitas en la medina tudelana, citadas en diversos escritos al finalizar la dominación musulmana: la Mezquita Mayor (ubicada en la misma posición que la actual Catedral) y la emplazada en la puerta de Zaragoza (Mezquita de la "Puerta de Zaragoza").

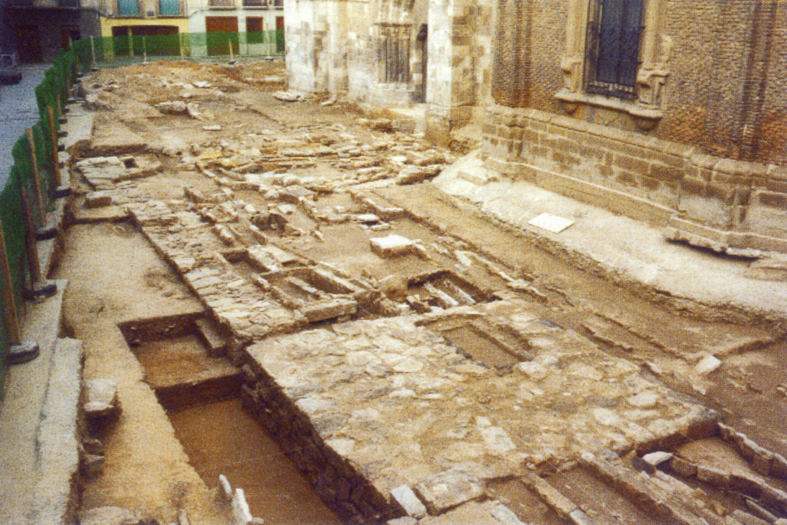
Imagen de las excavaciones realizadas en 1993 en la Plaza Vieja de Tudela, con los cimientos de la Mezquita Mayor incluyendo la base del alminar

La Mezquita Mayor de Tudela se construyó a mediados del siglo IX bajo la iniciativa del rey Musa. Este primer edificio de la mezquita, de aspecto arcaico, debió de ampliarse, y modificarse en lo estructural y lo ornamental con el paso del tiempo. Parece ser que, a principios del siglo X, fue saqueada y quemada por el rey navarro Sancho Garcés I. Luego se reformó y amplió a comienzos del siglo XI bajo el mecenazgo de los Tuyibíes durante el taifado de Zaragoza, concretamente con Mundir I, teniendo por modelos indiscutibles las mezquitas de Córdoba y Madínat al-Zahra.
La población se incrementó por causas político-militares y económicas, y fue foco de inmigración que atrajo contingentes humanos de los lugares cercanos. Entre otros, atrajo inmigrantes de la antigua y vecina Tarazona, cuya población judía y mozárabe se fue trasladando a las fértiles tierras de Tudela. Entre los años 905 y 926 debió de ocurrir La llegada a Tudela de los judíos, quienes construyeron al menos una sinagoga, conocida como Sinagoga Mayor. Durante la dominación musulmana, los judíos tudelanos se extendieron por un extenso barrio denominado la Judería Vétula, formando la aljama más numerosa de Navarra. La Judería Vétula se extendía por el Sudeste de Tudela, entre la Catedral y el Queiles, en las actuales Calles de San Julián, Verjas, Magallón, Benjamín de Tudela y la desaparecida de las Vueltas. Tudela se convirtió, por tanto, en un crisol de gentes y culturas en la que, además de musulmanes, se mezclaron mozárabes y judíos. La población tudelana debió alcanzar durante los siglos X y XI cerca de 8000 habitantes.
Tudela llegó a convertirse en capital de una taifa independiente, tras la caída del Califato omeya de Córdoba. Con la muerte del rey hudí de Lérida, Suleimán ben Muhámmad ben Hud, en 1046, el taifado de Zaragoza fue dividido entre sus hijos. La Taifa de Tudela fue reinada por Muhámmad Hachib Mondzir ("Mundir ibn Hud"), uno de sus hijos. Poco duró el taifado tudelano, aproximadamente 5 años (probablemente entre 1046 y 1051), pero, a pesar de su brevedad, hubo tiempo de acuñar moneda propia.
La "cultura andalusí" siguió siendo de marcada significación desde el siglo XI al XIII con figuras señeras tanto árabes como judías.

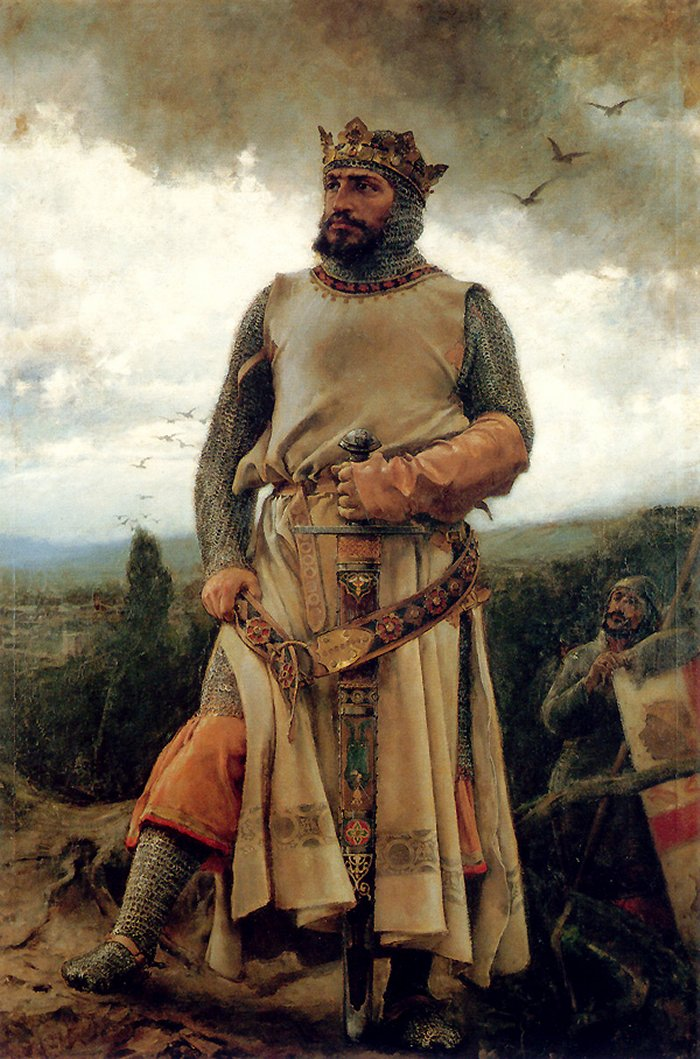
Alfonso I el Batallador

### Reconquista de Tudela
Poco después de la capitulación de Zaragoza en 1118, Tudela fue reconquistada definitivamente por Alfonso I el Batallador el 1 de agosto de 1119, festividad de las Cadenas de San Pedro (primer patrón de Tudela), pasando a formar parte de la Corona Navarro-Aragonesa. Alfonso I el Batallador firmó un convenio con la población mulsumana, que se había hecho fuerte en La Alcazaba durante el asedio: este convenio consistía en el de respetar sus formas de vida y estatuto jurídico, y sus propiedades extramuros, a cambio de entregar el castillo y abandonar la ciudad para vivir fuera de ella. Los musulmanes aceptaron y fueron inmediatamente confinados en un barrio a extramuros de la ciudad, la Morería. La Morería fue un ensanche meridional del casco urbano hacia el término de Velilla. También se garantizó amparo a los judíos fugitivos en un primer momento, y se les otorgó el fuero de Nájera. Los judíos siguieron habitando de momento en la Judería Vétula.
Alfonso I el Batallador nombró a Tudela cabeza de merindad y le concedió los fueros de Nájera, Sobrarbe y "Tortum per tortum". En el momento de la reconquista, Tudela era una ciudad populosa, con un caserío fuertemente apiñado y un trazado anárquico e irregular. Los nombres con la que se registra en la documentación histórica de los años 1119-1121, son Thudela, Totela, Tudela, Tudella, Tutela, Tutele, Tutella y Tutellam.
Desde abril de 1123 consta Rotrou III de Perche, noble normando y pariente de Alfonso I, como "conde en Tudela", a pesar de que no se refiriera específicamente a él como el gobernante de la localidad. El señor normando Robert Burdet es mencionado como su alcalde o comandante militar de la ciudadela y un Duran Pixon como juez.
Un nuevo privilegio a la ciudad "Tortum per tortum", concedido en 1127, asignó a los pobladores de Tudela un amplio término de libre aprovechamiento de aguas, pastos, leña y materiales de construcción, garantizó su libertad de comercio y reforzó la jurisdicción local incluso en casos de violencia (tortum) cometida contra un vecino en otros lugares. Alfonso I indicó al Prior Bernardo cual era el territorio de Tudela, con sus límites y jurisdicción propia, donándole 16 pueblos, además de la ciudad: Fontellas, Mosquerola (Mosquera), Ablitas, Pedrid, Alcait, Basabón, Albofaget, Alcuaret, Almazera, Espedolla, Estercuel, Azut, Muriello (Murillo de Las Limas), Calchetas, Urzante y Murchant (Murchante), la mayoría desaparecidos o despoblados. Cuándo Alfonso le concedió fueros a Tudela en 1127 también menciona a Rotrou, Robert y Duran. Cartas similares de febrero de 1128 y noviembre de 1131 muestran que continuó en el poder durante casi una década, incluso aunque Rotrou estuviera a menudo ausente en Normandía y Robert Burdet en Tarragona.
En 1134, Alfonso I el Batallador murió sin descendencia, dejando un utópico testamento en el que legaba todos sus estados a las órdenes militares extranjeras del Temple, del Hospital y del Santo Sepulcro. Los nobles navarros y aragoneses se negaron a cumplir semejante testamento y eligieron un rey diferente para cada reino, García V Ramírez para Navarra y Ramiro II para Aragón. A partir de la restauración del viejo reino pirenaico, Tudela quedó incorporada definitivamente al Reino de Navarra, inicialmente todavía conocido como Reino de Pamplona hasta que, en 1150, Sancho VI cambió su título de Pampilonensium Rex («Rey de los pamploneses») por el de Rex Navarrae (Rey de Navarra).

### Tudela en el Reino de Navarra (siglossigloXII-sigloXIII)

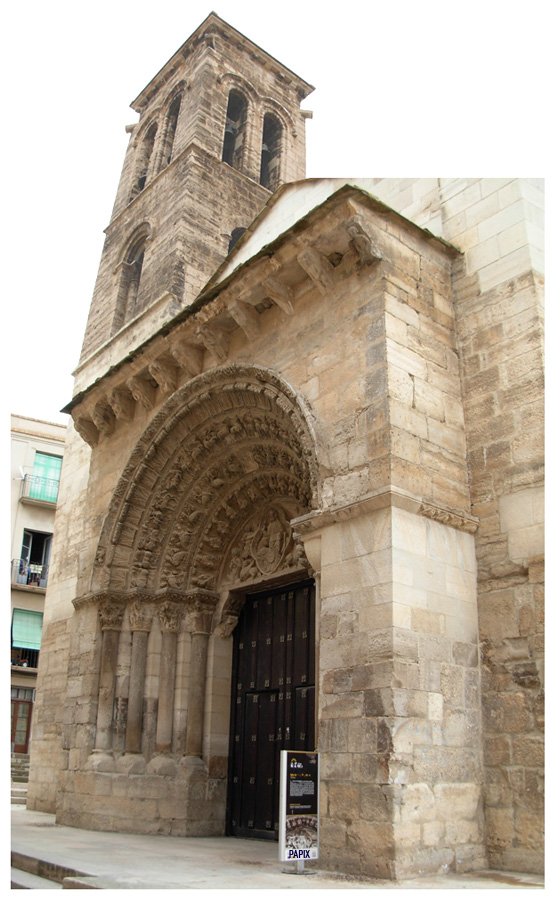
Iglesia de la Magdalena

Los cristianos mantuvieron en gran medida el entramado urbanístico de la antigua medina árabe, limitándose únicamente, entre los siglos XII y XIII, al levantamiento de nuevas iglesias o a la adaptación de edificios anteriores para el culto cristiano. Este periodo de gran actividad artística se desarrolló en el románico tardío, decorativo y rico especialmente en lo que se refiere a la escultura. Así fueron surgiendo los templos románicos de la Magdalena, San Nicolás, San Salvador, San Pedro, San Julián, San Jaime, San Jorge, San Miguel y Santísima Trinidad hoy desaparecidas en su mayoría y, finalmente, la Catedral de Santa María (protogótica - cisterciense) en terrenos de la antigua Mezquita Mayor. La forma real de las parroquias tudelanas desaparecidas es prácticamente desconocida. Tan solo contamos con algunos apuntes documentales y algunos dibujos, como los del archivero tudelano Juan Antonio Fernández y el dibujo panorámico de Tudela realizado por el ingeniero Alexandro de Retz en 1800, cuando aún existían.
Muchas de las iglesias construidas se erigieron en realidad sobre edificios anteriores, ya fueran mezquitas musulmanas o templos mozárabes, sin apenas modificar el trazado de las calles. Es el caso de las iglesias de la Magdalena, de San Nicolás y de San Pedro, que se reedificaron probablemente sobre previos templos mozárabes. Se desconoce la posición primitiva de la iglesia de San Julián, aunque es probable que se situara en las inmediaciones de la calle que lleva su nombre, y probablemente se construyera cerca de la puerta de Zaragoza (tal vez utilizando el edificio de la mezquita que allí había). La Iglesia de Santísima Trinidad se convirtió en la parroquia del Castillo; inicialmente fue un monasterio cisterciense conocido como Santa María de las Dueñas, hasta la marcha de las monjas cistercienses a Tulebras en 1157. El puente de Tudela sobre el río Ebro, con una longitud de 360 metros y 17 arcos, es obra medieval, ya que los arcos más antiguos son ojivales, posiblemente de Sancho VII o su sobrino Teobaldo I de Navarra.
Durante los siglos XII y XIII, al no existir asistencia médica oficial, se crearon hospitales gremiales mantenidos a base de donaciones y herencias. Los más antiguos conocidos en Tudela son la Alberguería de Santa María, citada e 1163, el Hospital de Tudela, citada en 1164, el Hospital o Albergue de Pobre, citado en 1188, este último situado en el barrio o parroquia de Santa María, la Alberguería de la Natividad de Nuestra Señora, citada en 1228 y el Hospital de San Nicolás, citado en 1279. Consta la existencia, además, de varios baños públicos, uno junto a la iglesia de Santiago, que desapareció en 1182, otro el de la Puerta de Albazares, citado en 1193 y otro en el barrio de San Salvador (Baños de las Carnicerías en la calle Yeseros), citado en 1213. Desde el siglo XIII, la parroquia de San Nicolás fue sede del Hospital de San Leonardo. Lo que hoy es calle y plaza de San Nicolás debió tener una importancia de primer nivel en la época medieval, por su privilegiada situación dentro del contexto de la ciudad. Era el punto de confluencia de las tres calles o vías principales, la de la Rua, con dirección a Zaragoza y Aragón, la de Calahorra, con dirección a Castilla, y la de Caldederos, con dirección a Pamplona, a través del Puente.
Después de la reconquista y durante casi 400 años, las tres culturas monoteístas, cada una bajo las jurisdicciones, usos y ritos propios, y en barrios diferentes, vivieron en relativa calma. La Morería y la Judería tudelanas fueron las más prestigiosas y numerosas de Navarra. De esta época es el famoso judío Benjamín de Tudela (1127/ 1130-1175), un viajero curioso e intrépido que viajó por el Mediterráneo hasta el Próximo Oriente, adelantándose en el tiempo al mismísimo Marco Polo. En la Morería se construyeron dos mezquitas, la de La Alcazara y la Mezquitilla de Al-Eta-Alcuaz. La segunda muralla, construida para proteger la Morería, tuvo al menos cuatro puertas: las de Velilla, de Postiguillo, de Calchetas y, finalmente, la antigua Puerta del Mercado que comunicaba los dos recintos amurallados, los de la antigua medina y la morería.
Los reyes navarros del siglo XII alternaron su residencia entre Pamplona y Tudela. Uno de ellos fue Sancho VI el Sabio (1150-1194), monarca muy cercano a Tudela, a la que convirtió en su residencia permanente durante las estaciones invernales. Su reinado coincidió aproximadamente con la llegada de los cistercienses a Navarra y a la Ribera, cuyo modelo arquitectónico fue el seguido en los Monasterios de La Oliva y de Fitero, y también en la Catedral de Tudela. En 1170, ante las insistentes quejas de los judíos por los atropellos cometidos contra ellos por sus vecinos cristianos, Sancho VI ordenó que abandonaran su viejo barrio, la Judería Vetula, y utilizaran la protección de las murallas del Castillo, para construir en un su interior una nueva judería.

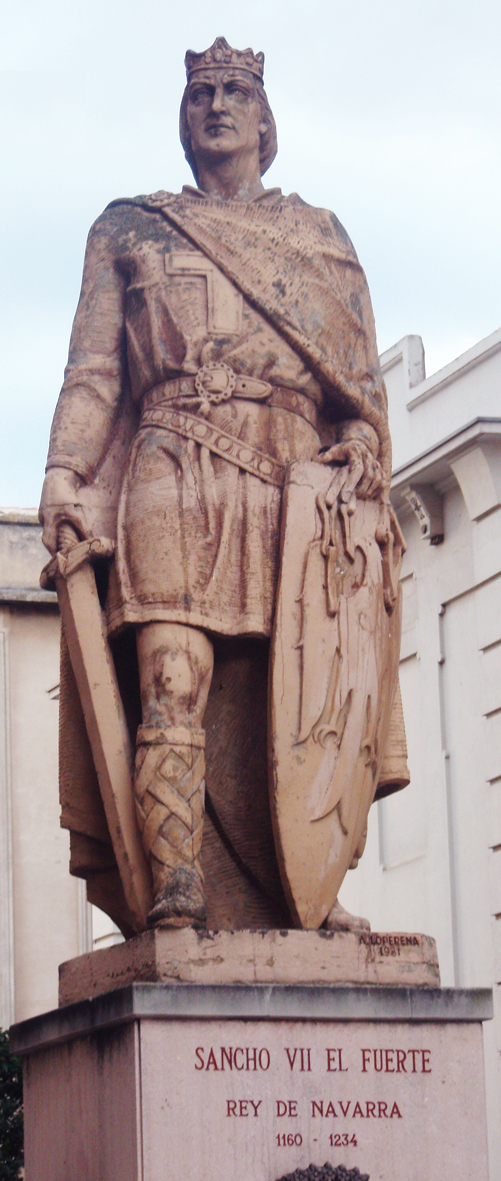
Sancho VII el Fuerte, estatua en su honor en la plaza de su mismo nombre de Tudela

El monarca más estrechamente ligado a Tudela fue sin duda el rey Sancho VII el Fuerte (1194-1234), quien luchó en la batalla de las Navas de Tolosa en 1212 junto a los reyes Alfonso VIII de Castilla y Pedro II de Aragón. Según cuenta la tradición, el rey navarro se distinguió por su valor y las cadenas que trajo como botín de guerra pasaron desde entonces a ser elemento del escudo de Navarra. Un fragmento de ellas puede admirarse en el retablo mayor de la Catedral de Tudela. Sancho VII nació y murió en Tudela; a él se le atribuye la restauración de la alcazaba, convirtiéndola en un típico castillo medieval, y del puente sobre el Ebro, con su actual estilo protogótico; en este puente se construyeron tres torreones, uno en cada extremo y otro en el centro, los cuales persistieron hasta finales del siglo XVIII (el escudo de Tudela aún exhibe sus tres antiguos torreones, hoy ya desaparecidos).
La muerte de Sancho VII sin descendencia motivó la entronización de dinastías francesas en Navarra, con Teobaldo I. Su sucesor Teobaldo II proyectó la construcción de una universidad en Tudela en 1259. Se tiene constancia documental de que, durante el reinado de Teobaldo II, los tudelanos comenzaron a tener gran devoción por Santa Ana, su actual patrona, pues consta que se celebraba festividad en su honor. En 1271, reinando Enrique I, el río Ebro amenazó con cambiar de curso y dejar el puente seco; los tudelanos tuvieron que pedir ayuda a su rey, ahondando el Ebro para evitar la formación de una mejana.
Tudela fue elegida por distintas órdenes monásticas para establecer sus fundaciones y conventos. Las más antiguas datan del siglo XIII y fueron las de los franciscanos (primer Convento de San Francisco), los cofrades de Santiago (Iglesia de Santiago), las clarisas (primer Convento de Santa Clara) y los premonstratenses (Convento de San Marcial), seguidos de los mercedarios (Monasterio de San Nicasio) y los antoninos (Convento de San Antón). También se construyeron multitud de ermitas a extramuros: las de Santa Cruz, de Nuestra Señora de Mismanos (posteriormente llamada de San Marcos), de Santo Domingo, de Santa Eulalia y de San Miguel Arcángel, todas ellas, excepto la primera, desaparecidas o en ruinas.

### SiglosXIVyXV
La población judía fue decayendo progresivamente debido a las matanzas periódicas por parte de los cristianos (como las de 1235, 1321 y 1328) y a los elevadísimos impuestos establecidos por los reyes. La expulsión final de los judíos, que no quisieron convertirse al cristianismo, ocurrió en 1498 (en el resto de España había ocurrido en 1492); los nombres de los conversos fueron escritos en una tela denominada "la manta" (una reproducción de la misma se encuentra en una capilla dentro del claustro); de aquí viene la expresión "tirar de la manta".
El reinado de Carlos II de Navarra (1349-1387) vino precedido de carestía alimentaria y devastadoras pestes negras, como las de 1348, 1358, 1362, 1380, 1382 y 1383. En 1334, durante el reinado de sus padres, Juana II y Felipe III de Navarra, se produjo una disputa entre navarros y castellanos en la conocida batalla de Tudela (no confundirla con la famosa Batalla de Tudela de época napoleónica). En 1355, Tudela fue fortificada, reparándose torres, almenas y casas adosadas a raíz de la guerras con Francia y Castilla.
Carlos III de Navarra (1387-1425) mantuvo una política pacifista, muy diferente a la de su predecesor, iniciando un acercamiento con los castellanos y reformando las instituciones navarras. Fue el rey Carlos III el Noble quien reformó de manera decidida el viejo Castillo de Tudela, convirtiéndolo en un verdadero palacio regio, suntuoso y elegante. Carlos III le otorgó a Tudela el título de ciudad en 1390. La Bajada del Ángel, la ceremonia más entrañable de la Semana Santa tudelana en Domingo de Resurrección, se remonta al siglo XIV (tal vez anterior), manteniéndose la tradición, salvo en pequeñas excepciones, durante cientos de años hasta el día de hoy. En 1477, se comenzó a construir el Palacio Decanal o Palacio del Deán, con un estilo gótico-mudéjar. Un evento importante ocurrió en 1420, cuando el río Ebro volvió a amenazar con cambiar de curso y dejar el puente seco, tal como había ocurrido en 1271. Los tudelanos acudieron inmediatamente a su rey Carlos III para solicitarle ayuda económica y emprender las obras de ahondamiento del cauce, para no dejar secos los molinos sobre el río Ebro. No sería la única ocasión (en 1588 y 1589, se decidió realizar obras en la orilla derecha del Ebro para obligarle a pasar de nuevo por Santa Cruz). La Mejana de Santa Cruz tuvo que esperar unos años más para nacer.
En los siglos XIV, XV y XVI se construyeron nuevas ermitas: las de Santa Quiteria, de San Miguel de Afuera, de San Gregorio, de San Julián, de Nuestra Señora de Loreto y de Santa Margarita, la mayoría también desaparecidas o en ruinas.
En la segunda mitad del siglo XV, una vez muerto Carlos III, Tudela sufrió las consecuencias de las luchas entre agramonteses y beaumonteses. La guerra persistió a la muerte de Carlos, Príncipe de Viana, en 1461 y a la de Juan II en 1479. Finalmente, la Corona de Castilla al mando del aragonés Fernando el Católico, aprovechando esta guerra y su alianza con los beaumonteses, conquistó el Reino de Navarra en 1512.

## Edad Moderna

### Conquista de Navarra.SigloXVI
Cuando Fernando el Católico conquistó el reino de Navarra en 1512, Tudela se mantuvo fiel a los reyes depuestos de la casa de Labrit o de Albret (Juan III de Albret). Aguantó el asedio durante el verano, pero el 9 de septiembre de 1512, sin posibilidad ya de ayuda exterior, los regidores tudelanos decidieron rendir la ciudad pactando una capitulación ventajosa para la ciudad. Tudela fue, de esta manera, la última población navarra en rendirse (y última ciudad de la península ibérica en ser España). De su rendición se encargó Alonso de Aragón, hijo natural de Fernando y arzobispo de Zaragoza. En este sentido, y cumpliendo con lo establecido en las condiciones de capitulación, Fernando el Católico procedió a jurar y confirmar los fueros de la ciudad el 4 de octubre de ese mismo año. El profundo respeto a sus fueros, libertades y franquicias, así como la profunda lealtad a sus reyes, impresionaron al mismísimo Fernando el Católico que, en 1513, concedió a Tudela el título de "Muy Noble y Muy Leal".
La muerte de Fernando el Católico en 1516 y la guerra de los comuneros en Castilla envalentonó al destronado rey navarro Enrique II, quien organizó un ejército y encomendó la reconquista de Navarra, con el apoyo incondicional de Francisco I de Francia. El ejército franconavarro fue derrotado y en respuesta el Cardenal Cisneros, a la sazón regente de Castilla, ordenó destruir todos los castillos y murallas de Navarra. En 1521, debido a un nuevo intento de recuperación del reino con ayuda francesa también fracasado, Carlos I de España y V de Alemania, y IV de Navarra, dispuso el cumplimiento estricto de la orden de Cisneros procediéndose a destruir o desmochar la gran mayoría de los castillos y murallas de las poblaciones navarras, exceptuándose únicamente algunos como el Castillo Nuevo de Pamplona o el Castillo de Marcilla. Como Tudela permaneció proclive a la casa de Albret, sus fortalezas y murallas acabaron siendo destruidas. Como resultado, Tudela perdió la condición de baluarte defensivo, ya que, aunque se salvaron inicialmente de la destrucción total tras las medidas de Cisneros y el Emperador, su castillo y sus murallas fueron poco a poco desmanteladas por los propios tudelanos para extraer la piedra.
Ya antes de la conquista, en Tudela se había entrado en una grave crisis demográfica producida tras la expulsión de judíos (1498) y complementada por la de los mudéjares en 1516. La expulsión de los mudéjares de la Morería, permitió que, en 1518, se construyera la Iglesia de San Juan (sobre la mezquita más importante de la Morería, la de La Alcazara). La Plaza del Cofrete, una de las plazas más antiguas de Tudela, nació también a comienzos del siglo XVI en el solar de la antigua Mezquitilla de Al-Eta-Alcuaz.
En 1544 se realizó un recuento de ciudadanos "franceses" y "vascos" en la ciudad, dando como resultado un total de 116, fundamentalmente pastores jóvenes llegados a partir de 1525 tras la consolidación territorial. En la época se denominaba con el nombre de "vascos" no a los habitantes del actual País Vasco sino a los pobladores de la Baja Navarra (conocida de hecho como "Tierra de Bascos"). Este recuento se realizó ante el temor de una invasión desde la Baja Navarra con el apoyo francés. En 1553, la ciudad tenía una población de entre 8000 y 10 000 habitantes. Se estima que el mayor apogeo de la inmigración allende los Pirineos sucedió entre 1590 y 1660, suponiendo en 1663 el 12 % de la población.
Con la recuperación demográfica y económica de la ciudad, los palacios y casas señoriales palaciegas de elementos de la nobleza comenzaron a proliferar por la ciudad, llenando de escudos o blasones sus fachadas en el siglo XVI y principios del siglo XVII, y siendo exponentes a su vez de una acentuada vida cultural renacentista vinculada estrechamente con la presente en la ciudad de Zaragoza. De esta época renacentista datan Palacio del Marqués de San Adrián, construido en la primera mitad del siglo XVI, la Casa de los Ibáñez de Luna, también del siglo XVI, la Casa Consistorial o Ayuntamiento (muy modificado en reconstrucciones posteriores), así como el ya desaparecido Palacio del Liceo o Casa de los Montesa. Durante el siglo XVI, la ciudad seguía siendo un importante centro cultural. En Tudela trabajaron los impresores Porralis de Saboya. Los nobles Miguel de Eza y Veraiz y Pedro Ortiz fundaron respectivamente el Hospital de Nuestra Señora de Gracia (1549) y el de los Niños Huérfanos Servet, los términos de cuya vinculación a Tudela tanto se han debatido (ver Miguel Servet).

### SiglossigloXVIIysigloXVIII
En 1609, reinando Felipe III, se decretó la expulsión de los moriscos, con graves repercusiones demográficas y económicas en toda España, incluyendo Navarra y Tudela. La población de Tudela descendió en más de 1000 personas desde mediados de siglo XVI a mediados del siglo XVII, gran parte atribuible a esta expulsión de los moriscos. Durante el siglo XVII, tal como había ocurrido en el XVI, el crecimiento o desarrollo de la ciudad se hizo a costa de los espacios no edificados y de las viviendas abandonadas por los judíos en 1498 y por los moros y moriscos, expulsados en 1516 y 1609.
Tras el esplendoroso Renacimiento, la crisis española del siglo XVII se dejó sentir también sobre Tudela. En coincidencia con esta crisis se registró, no obstante, la llegada de nuevas y numerosas órdenes religiosas a la ciudad. Se instalaron en el casco urbano y en barrios de extramuros, adquiriendo una gran importancia en la vida religiosa y cultural de Tudela. Las órdenes que llegaron fueron los carmelitas observantes en 1592 (Convento del Carmen), los carmelitas calzados en 1597 (Seminario Conciliar de Santa Ana), los jesuitas en 1600 (iglesia de San Andrés, actual Iglesia de San Jorge), los capuchinos en 1616 (Convento de San Antonio de Padua), las dominicas en 1622 (Convento de las Dominicas o iglesia de la Virgen del Rosario), la compañía de María en 1687 (Iglesia de la Enseñanza) y, ya en el siglo XVIII, las capuchinas en 1736 (Convento de las Capuchinas). Habría que añadir el Convento de la Merced, fundada en 1604 por los mercedarios en la antigua iglesia de San Cosme y San Damián.
En 1616 se decidió ahondar el fondo del Ebro, pues volvía a amenazar de nuevo con dejar el puente seco. Como en siglos anteriores, los tudelanos seguían luchando contra el acrecentamiento de la mejana que se estaba formando en el puente. En 1627, se volvió a arrasar dicha mejana. Finalmente, la mejana ganó la batalla y en 1666 se decidió cultivarla al comprobar su interés agrícola y económico. Se dio nacimiento a la famosa Mejana de Santa Cruz, cuyas huertas de renombre son hoy el orgullo de Tudela. Posteriormente, en 1707, se construiría el puente de entrada a la Mejana y en 1875, casi dos siglos después, la puerta de la Mejana. Entre 1847 y 1849, se construiría el Molino Nuevo, junto a la casa de la Mejana, aprovechando la acequia que bordeaba la Mejana en su lado Oeste, el que da a Santa Cruz, antiguo cauce del Ebro. En 1854, por aluvión, se formaría otro pequeño y nuevo soto en la parte norte del campo de la Mejana, en la terminación del camino lindante con la acequia molinar. Este nuevo soto se denominó posteriormente como la Mejanica. La Mejana y la Mejanica componen en la actualidad una superficie de 59 hectáreas, todas ellas cultivadas.

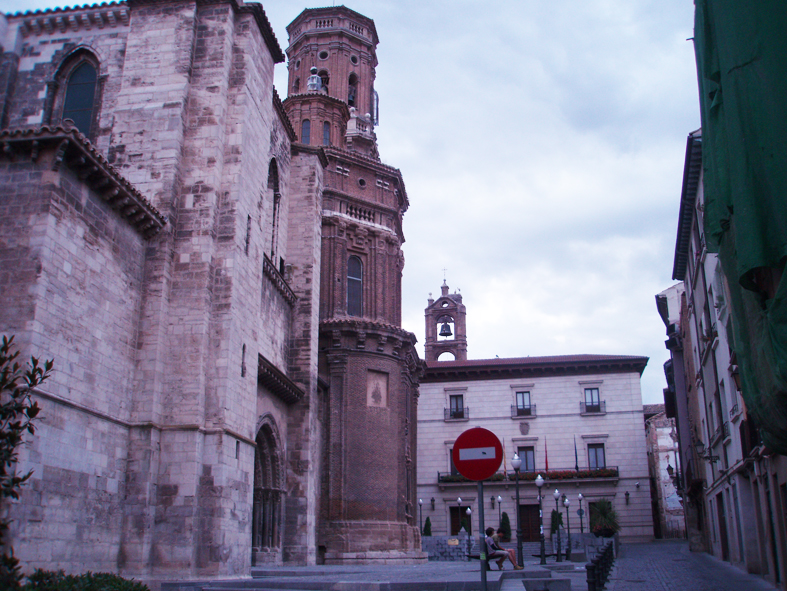
Plaza Vieja de Tudela, con la Catedral a la Izquierda y el Ayuntamiento al fondo

El asentamiento de diversas órdenes religiosas durante los siglos XVII y XVIII, el levantamiento de las torres de los conventos y las capillas de Santa Ana y el Espíritu Santo añadidas a la Catedral, así como numerosas mansiones nobilarias que ahora comenzaban a construirse o remodelarse, decidieron el definitivo carácter barroco de la ciudad, a pesar de su trazado antiguo. Fueron precisamente los jesuitas quienes propagaron el barroco en Tudela y en casi toda España durante el siglo XVII. A finales de este siglo, la ciudad saltó el río Queiles, verdadera barrera que desde antiguo había sido el límite del desarrollo urbanístico de la ciudad. Este salto urbanístico se inició con una obra que hace incluir a Tudela en el listado de ciudades barrocas, la Plaza Nueva o Plaza de los Fueros, primer espacio de arquitectura uniforme de la ciudad.
A lo largo del siglo XVIII, Tudela recobró su vitalidad. Durante esta época, la ciudad se fortaleció construyéndose numerosos palacios y casas nobles blasonadas que hoy enriquecen el casco urbano. En 1773 se creó la Real Sociedad Tudelana de los Deseosos del Bien Público o "La Tudelana" que fue una de las primeras Sociedades Económicas de Amigos del País de España. Estuvo impulsada fundamentalmente por José María Magallón, marqués de San Adrián. En el siglo XVIII, todavía subsistía la antigua Escuela de Gramática y había tres escuelas de primeras letras. Se mantenían también el Colegio de San Cosme y San Damián de médicos, cirujanos y boticarios que se fundó en 1537, dos hospitales fundados en el siglo XVI y el anterior de Santiago (1355). Además, los esposos Ignacio de Mur y Andión y María Hugarte y Francia fundaron en 1790 la Casa de Misericordia. Tudela se convirtió en cabeza de Diócesis en 1783, condición que tuvo hasta 1851.

## Edad Contemporánea

### SigloXIX
Gran parte de todo el extenso patrimonio románico tudelano estaba todavía en pie a principios siglo XIX. Sin embargo, el Plan Beneficial del Obispo tudelano Francisco Ramón de Larumbe había concluido en 1772 que Tudela tenía demasiadas parroquias (Pamplona, con más habitantes, solo tenía cuatro) y, además, algunas de ellas estaban amenazando estado de ruina. Se determinó reducir el número de parroquias tudelanas a cuatro (las actuales Catedral de Santa María y las Iglesias de la Magdalena, San Nicolás y San Jorge el Real), una desafortunada decisión de desgraciadas consecuencias para el patrimonio cultural de la ciudad. Cinco de las nueve parroquias románicas con las que contaba Tudela fueron eliminadas y derruidas en los primeros años del siglo XIX, desapareciendo en concreto las de San Jaime, Santísima Trinidad, San Salvador, San Pedro y San Miguel (a las que habría que añadir una sexta, la de San Juan). En 1802 se profanaron definitivamente las iglesias suprimidas, procediéndose a su demolición en este y los siguientes años. La primitiva iglesia románica de San Jorge había sido ya demolida a finales del siglo XVIII, dando lugar a la Plaza del Mercadal; sus parroquianos se trasladaron a la iglesia de San Andrés, perteneciente al extinguido Colegio de Jesuitas (dicha iglesia pasó a llamarse San Jorge el Real). Aprovechando los solares abandonados por los templos derruidos y sus antiguos vestíbulos o camposantos, fueron surgiendo varias plazuelas (como las plazas de San Salvador, San Juan y de San Jaime), todas ellas de pequeño tamaño y de traza irregular y desordenada.[cita requerida]
En 1808, Napoleón invadió España, Navarra y Tudela, iniciándose la Guerra de Independencia. Tudela desempeñó un papel importante, no solo por su importancia estratégica, sino también por su papel de antesala de la plaza de Zaragoza. El 23 de noviembre de 1808, Tudela entró en la historia militar por la denominada "Batalla de Tudela". Debido a la victoria francesa en esta contienda, el nombre de Tudela fue inscrito en el Arco del Triunfo de París. En 1813, los franceses se vieron obligados a retirarse de suelo español, abandonando definitivamente Tudela, no sin antes quemar la Iglesia de Santa Clara. El general Espoz y Mina decidió derribar los dos últimos torreones del puente que quedaban y otras fortificaciones, como la Torre Monreal o la torre de Santa Bárbara, con el objetivo de evitar futuros acontecimientos. Al final, la ciudad quedó seriamente dañada, no solo por el ejército francés sino también por los propios guerrilleros españoles. Fueron destruidos, además de los anteriormente descritos, el antiguo Convento de los Capuchinos de San Antonio de Padua, la Ermita de la Virgen de la Cabeza y la Ermita de la Virgen de Loreto.[cita requerida]
Como consecuencia de la Guerra de Independencia y las posteriores guerras carlistas, además de los continuos brotes de cólera y el decaimiento económico general, la población de Tudela se estancó en torno a los 7000 habitantes, aunque con oscilantes cambios demográficos.[cita requerida]
En octubre de 1823, en Tudela, Navarra, los vecinos del barrio 9.º organizaron una ceremonia simbólica para mostrar su rechazo al liberalismo y su apoyo al rey Fernando VII tras el fin del Trienio Liberal. Este evento incluyó la ejecución simbólica de una estatua de Rafael del Riego, militar y líder de la insurrección liberal que había promovido la Constitución de 1812.
La mañana del 10 de octubre comenzó con un pregón que instaba a los vecinos de la calle Herrerías a adornar sus balcones con tapices, mientras un grupo de carpinteros locales construía una horca en el centro de la calle. A las 11 de la mañana, un tribunal improvisado, compuesto por vecinos del barrio, se reunió para juzgar simbólicamente a la estatua de Riego, que había sido llevada desde la cárcel local hasta la horca en una procesión.
La estatua, vestida con un uniforme militar completo, fue degradada quitándole las insignias, y luego colgada en la horca mientras un sacristán pronunciaba un breve discurso, advirtiendo de las consecuencias para quienes se opusieran a la monarquía. Al caer la noche, la estatua fue bajada, llena de cohetes, y nuevamente colgada para ser quemada públicamente. Los fuegos artificiales celebraron el evento, y las cenizas de la estatua fueron esparcidas como símbolo del fin de la influencia liberal.
Esta representación pública en Tudela refleja el clima político de la época, marcado por la tensión entre absolutistas y liberales, y la represión que siguió al retorno de Fernando VII al poder tras el Trienio Liberal. 
En las guerras carlistas, Tudela no sufrió tanto como otras poblaciones navarras. Al estar situada muy al sur y en tierra llana, fue casi siempre dominada por los ejércitos liberales, auxiliados desde la primera guerra civil española (1821-1823) por la propia milicia local.[cita requerida]
La fisonomía de la ciudad comenzó a cambiar como consecuencia de la exclaustración y desamortización eclesiástica de la década de 1830. Algunos de los conventos suprimidos pasaron a desempeñar funciones sociales de tipo benéfico o se convirtieron en edificios privados. En 1833 se construyó un teatro. En 1834 se construyó el actual cementerio de Tudela, junto al camino de Tarazona, cuyo perímetro fue duplicado posteriormente en 1875. En 1839 se construyó el Paseo de Invierno, el cual fue inaugurado en 1840. En este paseo se construyó la vieja Plaza de Toros dos años después, entre 1841 y 1842, alzándose en los solares que ahora ocupa la Telefónica (esta vieja plaza sería derribada en 1919).[cita requerida]
A partir de la segunda mitad del siglo XIX, especialmente el último tercio, y también en el siglo XX, Tudela comenzó a desarrollarse, alcanzando una población de unos 9000 habitantes y expandiéndose hasta el actual Paseo de Invierno. El crecimiento de la población se debió a inmigrantes que buscaban tierras y a una coyuntura agrícola muy favorable, debido al desarrollo de la viticultura y de los cereales. Este desarrollo hizo de la Ribera la comarca más rica de Navarra. Mientras en otras ciudades importantes crecía la arquitectura del hierro, caracterizada por la aparición de nuevas técnicas y materiales más ligeros para la construcción rápida y eficaz de edificios de gran altura, en Tudela se pasó de puntillas y la ciudad no creció en arquitectura civil o artística. A finales del siglo XIX tan sólo se realizaron algunas construcciones o remodelaciones de carácter historicista en las que se revivió el románico y el gótico, como las obras del colegio de jesuitas de San Francisco Javier.[cita requerida]
Tudela asistió en 1861 a la llegada del ferrocarril, lo que provocó la expansión urbanística de la ciudad hacia el Este. En primera instancia se había proyectado construir en Tudela una estación de primer orden, lugar de empalme entre dos vías, la de Zaragoza - Pamplona - Alsasua y la de Tudela - Logroño - Bilbao. No obstante, se optó finalmente por una opción más barata, la de situar dicha estación en Castejón, por aquel entonces un despoblado, pero con terrenos baratos y llanos, y sin apenas desmontes y terraplenes. La vía férrea se construyó entre los años 1859 y 1861, convirtiéndose la estación de Tudela en una estación de tránsito de la vía Zaragoza - Castejón - Alsasua. Para ello se urbanizó la calle Terraplén, se expropió el antiquísimo edificio y huerta de Huertos del Rey y se excavaron los montes de Peñuelas. En 1859 se derribó la Ermita de San Marcial, frente al Paseo de Invierno, con el objetivo de facilitar el paso de la vía. En 1861, se construyó el puente de piedra elevado del ferrocarril, que hoy domina el final del Paseo de Pamplona, construido para salvar el río Queiles. Este puente fue reforzado y ampliado en 1918, pensando en una eventual doble vía férrea, obra que se llevó a término en 1941. En 1861 se rotuló también el nombre de la Cuesta y Plaza de la Estación, para conmemorar la inauguración de la línea ferroviaria.[cita requerida]
En 1885, construida por la Compañía del Norte, se terminó también la vía estrecha de tren entre Tudela y Tarazona: el famoso "Tarazonica". Fue el ferrocarril de vía estrecha más antiguo de Navarra. El Tarazonica atravesaba la carretera de Zaragoza (actual Avenida de Zaragoza) en sentido oblicuo en frente de la actual Plaza de Toros, existiendo un paso a nivel. Junto a la barrera, había una vivienda para el guardabarrera que todavía se conserva. La vía fue suprimida en 1971 por falta de rentabilidad. En 1995 fueron desmanteladas las vías. En la actualidad, el Tarazonica ha sido recordado en las obras del Parque de Otoño con la colocación de una antigua locomotora de esta vía, propiedad de la Azucarera. Además, su trayecto ha sido reconvertido en una vía verde, desde Tudela hasta Tarazona.[cita requerida]
Dos terribles inundaciones acontecieron en 1871, una debida al Ebro a mediados de enero, y otra debida al Queiles, a finales de mayo. La del Ebro fue una de las mayores riadas de las que se tiene constancia, pues el nivel del río alcanzó los 5'30 m por encima de lo normal, solo superada en gravedad por la de 1643. Pero la inundación más catastrófica aconteció el 29 de mayo de 1871 y la provocó una colosal crecida del Queiles. El agua alcanzó alturas ahora difícilmente imaginables, como casi 2 metros en la Plaza Nueva o unos 7 metros en las partes bajas de las calles San Julián, Verjas, Cortadores y Arbollones.[cita requerida]
La sociedad tudelana se articuló con la aparición de asociaciones típicas de las ciudades europeas de finales del siglo XIX. Comenzaron a funcionar el Círculo Mercantil (1878) y el Centro de Agricultores (1886), con carácter más bien profesional. Además, se crearon asociaciones de carácter recreativo, como la Nueva Peña (1903), el Nuevo Casino Tudelano (1903) y el Casino de Tudela (1904). En 1899 se proyectó la construcción de la Azucarera, la que iba a convertirse en la primera industria de importancia de Tudela.[cita requerida]

### SigloXX
El reinado de Alfonso XIII durante el primer tercio del siglo XX, se caracterizó por una enorme agitación social. Como en el resto de España, Tudela entró en el siglo XX con una importante conflictividad social, relacionada con el control existente de las tierras por terratenientes en la Ribera. Hacia 1920, la economía de Tudela, aunque era esencialmente agrícola, daba muestras de una evolución y especialización muy notables. A la enseñanza primaria y secundaria pública se habían sumado siete colegios privados. Se publicaban tres periódicos, existían sucursales bancarias del Crédito Navarro y de la Agrícola, una Caja Rural, y seis casinos. Sin embargo, comenzaron a producirse fuertes movimientos obreros, sobre todo en 1920, que llevaron a la huelga a muchos trabajadores, entre ellos a los albañiles y a los obreros de la Azucarera. De esas fechas data la primera organización sindicalista en la ciudad, vinculada a la CNT, sindicato que en 1920 impulsó una importante huelga que paralizó la fábrica durante semanas. Por otra parte, la UGT no se organizó en Tudela hasta 1926.
Aunque la población tudelana de principios del siglo XX seguía concentrada todavía en el casco antiguo, el antiguo Camino Real de Zaragoza comenzó a poblarse de viviendas. El Paseo Invierno y la Cuesta de la Estación, en cuyas cabeceras se colocaron dos abrevaderos en 1902, dividían este camino en dos tramos principales. En 1906, el primer tramo, la parte comprendida entre la calle Gaztambide y el Paseo de Invierno, se le denominó calle Soldevila. En 1926, el segundo tramo, el comprendido entre el Paseo de Invierno y la Cuesta de la Estación, pasó a denominarse calle Blas Morte. El resto, hasta el cruce con el Tarazonica, se le siguió denominando propiamente como carretera de Zaragoza. Estos nombres se han conservado hasta hace bien poco, hasta que en 1980 se decidió unificar los tres sectores en una sola calle, la Avenida de Zaragoza, la principal arteria de la ciudad. La expansión de Tudela en la primera mitad del siglo XX se produjo como consecuencia del crecimiento demográfico, ya que de los 9000 habitantes de principios de siglo pasó a más 13 000 en la década de 1940. Las direcciones del ensanchamiento estuvieron condicionadas en parte por la topografía, como el cauce del Ebro o los cerros circundantes. Sin embargo, las vías de comunicación preexistentes y la estación de ferrocarril fueron decisivas para configurar el ensanche. La fábrica de la Azucarera se encontraba encajonada entre el cauce del Ebro y la línea de ferrocarril.
El descontento militar provocó que, en 1923, el general Primo de Rivera instaurara la Dictadura militar. Tras la dimisión del dictador y el breve periodo denominado Dictablanda, se proclamó la Segunda República Española en 1931. Fue en esta época, en 1933, cuando se construyó la Plaza de Toros de Griseras (la cual sería restaurada posteriormente en 1975). Como todas las construcciones de la época, se prescindió hasta donde le fue posible de los motivos decorativos. La arquitectura racionalista, funcional o moderna que dominó en la primera mitad del siglo XX se caracterizó simplemente por la adecuación de los edificios a su función. Por desgracia para España y Tudela, durante la II República se vivió uno de los periodos más agitados política y socialmente de su historia. La situación de crisis económica y el paro provocó en Tudela, como en todo el país, movilizaciones y reivindicaciones constantes de la clase obrera. Poco a poco fue fraguándose lo que más tarde explotaría en la Guerra Civil, que asoló España desde 1936 a 1939.
Durante la guerra civil española Tudela fue, junto al resto de la Ribera, donde se concentró la mayor represión, con 65 víctimas civiles (de una población que en 1930 era de 11 248), a pesar de que no existió resistencia a los sublevados, que rápidamente controlaron toda Navarra. Tudela fue una de las pocas localidades de Navarra en las que había vencido la candidatura izquierdista del Frente Popular en las elecciones de febrero de 1936. Entre los fusilados estaban siete de los quince miembros de la corporación municipal: el alcalde Domingo Burgaleta Pérez de Laborda (IR) y los concejales Aquiles Cuadra de Miguel (IR, exalcalde), Francisco Jaraba Grima (PSOE), Joaquín Meler Mur (UGT), Juan Navarro Anguiano (PSOE), Eugenio Tutor Lozano (PSOE) y Francisco Úcar Liñán (IR). Las amenazas de bombardeo se producían con relativa frecuencia, por lo que se construyeron refugios aéreos y se instaló en la Azucarera un servicio de vigilancia con personal armado que, por medio de una sirena, se encargaba de avisar a toda la ciudad ante posibles incursiones aéreas. El 13 de agosto de 1937, Tudela fue bombardeada por la aviación republicana dejando el triste balance de 10 muertos. Una de las bombas afectó directamente a la famosa fuente de los Angelotes del Paseo de Invierno.
Desde 1939, el general Franco instauró una nueva dictadura militar. Tudela, como el resto de España, sufrió una terrible posguerra. Tras la normalización de las relaciones exteriores españolas durante la década de 1950 se produjo el despegue de la economía española. Es en este momento cuando se asiste a la verdadera expansión de la ciudad de Tudela, produciéndose un desarrollo agrario considerable que impulsó la población. El despegue económico y la demanda de elementos productivos propició una considerable inmigración de gentes de la Ribera, del cercano Aragón y de Soria, actuando Tudela como centro de creación de empleo en la zona. La primera respuesta ante la expansión de la población en Tudela llegó con el Padre Lasa, que fue el promotor del Barrio de Lourdes. Por aquel entonces, en el barrio vivían 1500 personas. Actualmente, su población supera los 6000 habitantes. En 1953 y en este contexto de desarrollo económico, se creó también la vieja Escuela Técnica Industrial (ETI) de Tudela.
La dinamización económica e industrial del país a partir de la década de 1960 se notó también en Tudela, la cual continuó expandiéndose urbanísticamente, ampliándose principalmente hacia al Sur (barrio del Elola) y hacia el Este (Ensanche y barrio de Griseras). De los poco más de 13 000 habitantes de 1950, Tudela creció hasta los casi 21 000 habitantes de 1970. A comienzos de la década de 1960, se creó en Tudela el primer polígono industrial, el actual polígono industrial municipal. Varios factores ayudaron a este despegue industrial tudelano, entre otros el Plan de Promoción Industrial de la Diputación Foral de Navarra o la mejora de la red de carreteras y la extensión de la formación profesional (ETI). Un buen número de empresas se instalaron en la ciudad, siendo las más importantes las del sector electrónico, como Sanyo y Piher que se instalaron en 1967. Esta implantación industrial atrajo a nueva población que demandaba vivienda y con ello se incrementó el suelo urbanizable.
En 1969 comenzaron las obras de cubrimiento del río Queiles, un hito en la historia urbanística de Tudela. El cauce atravesaba el casco urbano a lo largo de un kilómetro y en los siglos XIX y XX se convirtió en un foco de malos olores que podía desembocar en un problema de salubridad. La obra se completó en 1970 en su primer tramo, desde la Plaza de los Fueros al Paseo del Prado. A continuación se acometió el tramo que iba de la Plaza de los Fueros al Puente Mancho (calle Díaz Bravo), concluyéndose en 1972 aunque no empezó a urbanizarse hasta 1986.
Con la llegada de la democracia, al inicio del reinado de Juan Carlos I de Borbón, al carácter de centro comercial e industrial de Tudela se le añadió el de centro de servicios. En este sentido, Tudela fue dotada de importantes equipamientos como las nuevas y modernas instalaciones de la Escuela Técnica Industrial (ETI), el Centro Cultural "Castel Ruiz", verdadero motor de la vida cultural de la ciudad, el Hospital General Comarcal "Reina Sofía", la Escuela Oficial de Idiomas y la Universidad Nacional de Educación a Distancia (UNED). En la década de 1980, Tudela carecía de espacios verdes y de recreo, a excepción del Paseo de Invierno y del Paseo del Prado. Por esta razón, aprovechando el debate sobre un nuevo plan urbano y amejoramiento del existente, se idearon o se llevaron a cabo varios proyectos, como el del Paseo del Queiles y el Parque de Otoño. En 1992, un nuevo barrio, el de la Azucarera, comenzó a construirse sobre los solares de la que fue la antigua fábrica de la Azucarera.

### SigloXXI
En la década de 2000, comenzaron a surgir nuevos barrios, como el de Velilla, el del Queiles, el del Instituto y el de Gardachales (ver Barrios de Tudela). Durante esta última década ocurrió un nuevo salto poblacional, pasando de apenas 28 000 habitantes en 2000 a más de 35 000 en 2010, debido fundamentalmente a una alta tasa de inmigración. En 2007 se inició por iniciativa pública la construcción de la Ciudad Agroalimentaria de Tudela, cuyo objetivo fue la de dotar de instalaciones a las empresas agroalimentarias para mejorar su competitividad e impulsar el sector; situada en el polígono La Serna, ocupa una superficie de 1,2 millones de metros cuadrados, pero se pretende ampliarla hasta 3 millones de metros cuadrados. En 2008, se inauguró las nuevas instalaciones del Campus de Tudela de la Universidad Pública de Navarra (UPNA).
Tudela inició el siglo XXI como una ciudad ilusionada ante su futuro, con un crecimiento imparable, apostando por el progreso mediante proyectos de gran calado. Sin embargo, la profunda crisis financiera e inmobiliaria que azotó a España y Navarra desde 2008 hasta 2014 (crisis económica española (2008-2014)) afectó a Tudela también de manera profunda. La crisis provocó la destrucción de empresas, la caída de la actividad y altas tasas de paro, así como una paralización del crecimiento demográfico en el primer lustro de la década de 2010, en consonancia con el resto de España y Navarra. Algunos proyectos urbanísticos quedaron paralizados (como la urbanización del Barrio de Gardachales o la llegada del AVE), otros progresaron con dificultad (como el Barrio del Queiles o la Ciudad Agroalimentaria) y otros fueron desechados (como la Ecocity). Tras el fin de la crisis económica, en gran parte debido al plan Draghi, se produjo una recuperación económica en España y Navarra que llegó a Tudela desde todos los puntos de vista. La ciudad pegó otro salto demográfico, de los apenas 35 000 en 2017 a los más de 37 000 en 2020, y se recuperó el desarrollo urbanístico, sobre todo en el Barrio del Queiles. Sin embargo, dos nuevas crisis económicas, las provocadas por la pandemia de COVID-19 (desde 2020 a 2023) y por la invasión rusa de Ucrania (desde 2022), han vuelto a paralizar el desarrollo económico y urbanístico de la ciudad.
Afortunadamente, Tudela está asentada en un lugar estratégico y tiene una larga y rica historia, por lo que se confía en un futuro mucho mejor. Además de la ciudad proyectada (Barrio de Gardachales), en los actuales planes urbanísticos se está comenzando a apostar por la regeneración de la ciudad construida, sobre todo del Casco Viejo y del Barrio de Lourdes.

## Monumentos

### Monumentos religiosos
- Catedral de Santa María de Tudela (s. XII-XIII, tardorrománico, pero con añadidos hasta casi la época actual).
- Iglesia de la Magdalena (s. XII, románica).
- Iglesia de San Nicolás (s. XII-s. VIII; nuevo edificio del s. VIII, con la portada románica del s. XII).
- Iglesia de San Jorge el Real (del s. XVII, barroca).
- Palacio Decanal o Palacio del Deán (alberga el museo decanal).
- Iglesia y Convento del Carmen (del s. XVI, estilo manierista).
- Seminario Conciliar de Santa Ana (del s. XVI, manierista).
- Iglesia del Colegio de San Francisco Javier (del s. XVI, tardogótico).
- Iglesia y Convento de las Capuchinas (del s. XVIII, barroca).
- Iglesia y Convento de las Dominicas (del s. XVII, estilo manierista con decoraciones barrocas).
- Iglesia de la Compañía de María (del s. XVII, barroca).
- Parroquia y Hospital de Santa María de Gracia (Pza. Nueva) (del s. XVI, gótico-renacentista, remodelación en segunda mitad s. XX).
- Iglesia y Convento de los Capuchinos (de finales del s. XIX).
- Actual Iglesia y Convento de las Clarisas o de Santa Clara (segunda mitad s. XX).
- Convento de las Siervas de María (del s. XX, neogótico).
- Parroquia de Nuestra Señora de Lourdes (del s. XX).
- Parroquia de San Juan Bautista (del s. XX).
- Ermita de Santa Cruz (primera ermita, s. XII; actual ermita, s. XIX).
- Ermita de Santa Quiteria (primera ermita, s. XIV; actual ermita, s. XIX).
- Ermita de la Virgen de la Cabeza (primera ermita, s. XVII; actual ermita, s. XIX).

Monumentos religiosos desaparecidos
- Mezquita Mayor (s. IX - XII, ampliada en s. XI).
- Mezquita de la Puerta de Zaragoza (¿?, durante época árabe).
- Mezquita de La Alcazara (s. XII-XVI, en la Morería).
- Mezquitilla de Al-Eta-Alcuaz (s. XII-XVI, en la Morería).
- Sinagoga Mayor (¿?, durante épocas árabe y cristiana).
- Iglesia de San Jaime (s. XII-XIX).
- Iglesia de San Pedro (s. XII-XIX, se conservan sus ruinas).
- Iglesia de San Miguel (s. XII-XIX).
- Iglesia de San Salvador (s. XII-XIX).
- antigua Iglesia de San Jorge (s. XII-XVIII).
- Iglesia de Santísima Trinidad (s. XII-XIX, inicialmente llamada de Santa María de las Dueñas).
- Iglesia de San Julián (s. XII-¿?).
- Convento de San Francisco (primer convento s. XIII-XIV; segundo convento s. XIV-XIX, del que conserva el claustro: Sementales).
- Iglesia de Santiago (s. XIII?, XIV-XIX).
- Conventos de las Clarisas o de Santa Clara (primer convento s. XIII-XIV; segundo convento s. XIV-XVII).
- Convento de San Marcial (s. XIII-XIX).
- Convento de San Antón (primer convento s. XII -XVI; segundo convento s. XVI-XVIII).
- Monasterio de San Nicasio (s. XII?-XVI).
- Iglesia de San Juan (s. XVI-XIX).
- Convento de San Antonio de Padua (s. XVII-XIX).
- Convento de la Merced (s. XVII-XVIII) (su claustro es actualmente un Mercado de Abastos).
- Ermita de Nuestra Señora de Mismanos o de San Marcos (s. XII?, XIII-XX; se conservan sus ruinas).
- Ermita de Santo Domingo (s. XII-XX).
- Ermita de Santa Eulalia (s. XII-¿?).
- Ermita de San Miguel Arcángel (s. VII?, XII-XVIII).
- Ermita de San Miguel de Afuera (s. XIV-XVIII).
- Ermita de San Gregorio (s. XV-XX; se conservan sus ruinas).
- Ermita de San Julián (s. XV-XVI?).
- Ermita de Nuestra Señora de Loreto (s. XVI-XIX).
- Ermita de Santa Margarita (s. XVI-XVII).
- Ermita de Santa Bárbara (s. XVII-XIX).
- Ermita de San Babil (s. ¿?-XVII).

### Monumentos civiles
- Puente de piedra sobre el río Ebro, con 17 arcos.
- Casa Consistorial o Ayuntamiento (s. XVII, fachada neoclásica).
- Palacio del Marqués de San Adrián, que destaca por sus frescos agrisallados -únicos en palacios civiles del XVI-, que es sede de la Universidad Nacional de Educación a Distancia en Tudela .
- Palacio del Marqués de Huarte (s. XVIII, barroco, sede del archivo y biblioteca municipales).
- Casa del Almirante (s. XVI, plateresca).
- Casa de los Ibáñez de Luna (s. XVI, plateresca) (Mansión de los Señorena) (s. XVI, renacentista).
- Real Casa de Misericordia (s. XVIII, neoclásico).
- Mansión de los Labastida (s. XVII-XVIII).
- Palacio de los Condes de Heredia Spinola (s. XVIII, neoclásico).
- Gran cantidad de casas señoriales, con escudos en sus fachadas, balcones labrados con esculturas.
- Plaza de Toros de Griseras (en 1933).
- Monumento al Corazón de Jesús (en 1942, sobre la ermita de Santa Bárbara y antiguo Castillo de Tudela).
- Monumento al Corazón de María (en 1956).
- Museo Muñoz Sola (arte impresionista).

Monumentos civiles desaparecidos
- Alcazaba y Castillo del Cerro de Santa Bárbara (Alcazaba musulmana, s. IX-XII; Castillo de Sancho VII el Fuerte, s. XII-XVI; convertido en palacio por Carlos III el Noble en s. XIV; se conservan sus ruinas).
- Palacio del Liceo (Casa de los Montesa) (s. XVI-XX).
- Hospital de los Huerfanicos (s. XVII).

### Construcciones militares
- Torre Monreal (torre original, s. X o XIII}?; actual torre octogonal, s. XIX).

Construcciones militares desaparecidas
- Murallas de Tudela (s. IX-XVI; reconstruida en numerosas ocasiones; se conservan fragmentos).
- Torre de la Judía (s. IX?, XIII?-XVIII).
- Torre del Campo de Navadebel (s. IX?, XIII?-¿?).
- Torre de San Julián (s. IX?, XIII?-XVIII).
- Torre de Mari Juan (s. IX?, XIII?-XVIII).
- Torre Roya (s. IX?, XIII?-¿?).
- Torre Marañón (s. IX?, XIII?-XVIII).